# حرب الثلاثمئة وخمسة وثلاثين عاما
حرب الثلاثمائة وخمسة وثلاثون عاماً هو صراع سلمي قام بين هولندا وجزر سيلي الواقعة في الجنوب الغربي من شاطئ المملكة المتحدة. استمرت هذه الحرب 335 سنة لم تطلق فيها النيران أبدًا مما يجعلها أطول حرب في التاريخ وأقلها خسائر في الأرواح. وبالرغم من عدم التأكد من إعلان الحرب بشكل دقيق، إلا أن السلم قد أعلن في 1986 م. ومع طول مدتها إلا أن هذه الحرب لا يؤخذ بها في موسوعة غينيس للأرقام القياسية.

## الحرب

### الجذور
تعود جذور الحرب إلى الحرب الأهلية الإنجليزية الثانية التي قامت بين الملكيين والبرلمانيين ما بين عامي 1642 و1652م. فقد حارب أوليفر كرومويل الملكيين حتى بلغ بهم إلى حدود مملكة إنجلترا. وقد عنى هذا في غرب إنجلترا أن كورنوال كانت آخر معاقل الملكيين. وفي عام 1648 م قاتل كرمويل حتى أصبحت أراضي كورنوال بيد البرلمانيين.
بالنسبة للملكيين فقد كان أهم ما لديهم هو الجيش الذي أعلن ولائه لأمير ويلز. وكان الجيش الملكي قد أجبر على الانسحاب من جزر سيلي الواقعة بالقرب من الشاطئ الكورنللي والتي كانت تحت حكم السير الملكي جون غرينفيل.

### اتحاد الجيش الهولندي
كان جيش اتحاد المقاطعات الهولندية متحالفا مع البرلمانيين. فقد تلقت هولندا المساعدات من عدد من حكام الإنجليز خلال حرب السنوات الثمان -1568 إلى 1648 م- بدءا من الملكة إليزابيث الأولى. وكانت هولندا قد ضمنت استقلالها عن إسبانيا عن طريق معاهدة مونستر في 30 يناير 1648 م. وقد ارتأى الهولنديون أن يبقوا على تحالفهم مع إنجلترا التي بدت أنها ستكون المنتصرة في الحرب الأهلية.
عانى الجيش الهولندي خسائر ثقيلة من أسطول الملكيين المتمركز في سيللي. وفي 30 مارس 1651 م وصل الأميرال مارتن هاربرتزون ترومب إلى سيللي تعويضاً من أسطول الملكيين للخسائر في السفن والبضائع الهولندية.
وتبعاً لمذكرات وايتلوك، فقد بينت إحدى الرسائل في تاريخ 17 أبريل 1651 م أن: «ترومب قدم إلى بندينس وأخبر أنه كان في سيللي ليطالب بالتعويض عن البضائع والسفن الهولندية التي أخذت، ولما لم يتلقَّ جوابا مرضيا فقد أعلن، حسب ما كان مكلفا، الحرب عليهم.»
ولما كانت معظم إنجلترا في يد البرلمانيين فقد أعلنت الحرب تحديداً على جزر سيللي.

### استسلام الملكيين
في يونيو 1651 م، وبعد فترة وجيزة من إعلان الحرب، أجبرت قوات البرلمانيين تحت إمرة روبرت بلاك أسطول الملكيين على الاستسلام. وغادر الأسطول الهولندي الذي أصبح غير مهدد من دون أن يطلق النار. ونظراً لما أحاط إعلان الحرب من الهولنديين على جزء صغير من إنجلترا دون الآخر مبهما، فقد نسي هؤلاء أن يعلنوا السلم رسميا.

### معاهدة السلام
في عام 1985 م راسل روي دنكن، عالم التاريخ ورئيس مجلس جزر سيللي، السفارة الهولندية في لندن لدحض شائعة أن الجزر ما زالت في حالة حرب. وجد الموظفون في السفارة بأن هذه الشائعة صحيحة ودعا دنكن السفير رين هويديكوبر لزيارة الجزيرة والتوقيع على معاهدة سلام. أعلن السلم في 17 نيسان/أبريل من عام 1986 م بعد 335 سنة من بدء الحرب.

## حقيقة أم أسطورة
يزعم بولي بأن مذكرات وايتلوك هي على الأرجح بداية أسطورة إعلان الحرب فيقول: «لم يكن ترومب مكلفا بإعلان الحرب من قبل حكومته على الثوار في سيللي، ولكنه قدم وحاول -باستخدام القوة والتهديد وربما بعض العنف، والذي لم يحدث أبدا- أن يسترجع ما سلبه الملكيون، ولكنه لم يقم بأي فعل قد يثير حفيظة الرابطة....وحتى وإن قامت [حرب] في 1651 فإن ما كان عالقا بينهم كان سيحل في 1654 ضمن المعاهدة بين إنجلترا والمقاطعات المتحدة مع نهاية الحرب الهولندية الأولى.»

## وصلات خارجية
- (بالإنجليزية) مقالة من سيللي نيوز